# Tödlicher Frost
Tödlicher Frost (norwegischer Originaltitel: Svart Frost) ist der erste Kriminalroman des norwegischen Journalisten und Schriftstellers Asbjørn Jaklin. Das Buch ist 2014 im Suhrkamp Verlag in der Übersetzung aus dem Norwegischen von Ulrich Sonnenberg  erschienen. Tödlicher Frost ist auch der erste Roman des Autors mit dem Protagonisten Alexander Winther.

## Inhalt
Tödlicher Frost stellt erstmals den Protagonisten Alexander Winter vor. Der ehemalige Angehörige eines Spezialkommandos der norwegischen Marine, ist ein Afghanistan-Veteran, welcher sich ins Zivilleben zurückgezogen hat und nun ein Journalistenpraktikum bei der regionalen Tageszeitung Nordlys absolviert. Er leidet aufgrund seiner Kampfeinsätze in Afghanistan an einer Posttraumatischen Belastungsstörung, die ihn im Laufe der Handlung immer wieder beeinträchtigt, etwa beim Begräbnis seines Freund und Kameraden Hallvard Larsen, der bei einem Bergunfall ums Leben gekommen ist. Alexander Winther ist der Sohn eines pensionierten Beamten des norwegischen Sicherheitsdienstes und lebt mit Vivi Frederiksen, einer Anästhesieschwester in Tromsø.
Alex(ander) Winther wird von seiner Zeitung mit der Ermittlung in einem grausamen Mord in Botn, einem Ort in der Nähe von Tromsø im Norden Norwegens befasst. Dort wurde in einer Scheune eines Bauernhofes einen Mann ermordet aufgefunden. Bald erweist sich, dass der Ermordete bosnischer Herkunft ist und mit einem Grabstein vom nahegelegenen Friedhof mit Gefallenen aus dem Zweiten Weltkrieg gefoltert wurde. Die Ermittlungen führen den Journalisten Winter in die Zeit der Besetzung Norwegens durch die deutsche Wehrmacht, bei der das SS-Vernichtungslager Botn beim Bau der sgn. Blutstraße eine entsetzliche Rolle gespielt hat. Bald schon entdeckt Winther mehrere gut gehütete Familiengeheimnisse und kommt einem vertuschten politischen Skandal aus der Nachkriegszeit Norwegens auf die Spur.
Der Kriminalroman umspannt insgesamt vier Erzählebenen: (1) die Zeit der deutschen Besatzung Norwegens, insbesondere die Jahre 1942–1945, in der vor allem die Ereignisse im SS Vernichtungslager Botn im Mittelpunkt stehen; (2) die Ereignisse rund um eine NATO-Konferenz in Oslo Norwegen des Jahres 1949; (3) Vergewaltigungen während des Bosnienkrieges, insbesondere die Kriegsverbrechen von Foča 1992; (4) die laufenden Ermittlungen von Alex Winther in Nordnorwegen und Den Haag in den Jahren 2009/2010.
Neben der präzisen Schilderungen des historischen Hintergrundes und der Lösung des komplexen Falles ist es vor allem die Thematisierung von Täter- und Opferrollen in Kriegs- und Friedenszeiten, die an mehreren Romanfiguren exemplarisch dargestellt wird. Sie entzieht sich einem eindeutigen Schema von Gut und Böse und löst bei den handelnden Personen meist Gewissenskonflikte aus. Auch die Motivation und der Mechanismus von Folter wird an mehreren Beispielen beschrieben. Die Kriegserlebnisse sind so auch in der Folgegeneration mächtig und wirksam.

## Personen
- Alexander Winther - Ehemaliger Marinejäger und ermittelnder Journalist bei der norwegischen Tageszeitung Nordlys
- Thomas Winther - Vater von Alexander Winther, ehemaliger Beamter des Norwegischen Nachrichtendienstes
- Vivi Frederiksen - Anästhesieschwester, Winthers Lebensgefährtin
- Torkil Erstad - Chef vom Dienst der Tageszeitung Nordlys
- Tora Elvevoll - Fotografin bei der Tageszeitung Nordlys
- Johanessen - Pensionierter Beamter des Norwegischen Nachrichtendienstes
- Henriette Lerke - Anklägerin am Internationalen Gerichtshof in Den Hague, befasst mit den Kriegsverbrechen des Jahres 1992 in Foča
- Walter Kiefer alias Reinhard Stuckmann - SS-Hauptsturmführer im SS Arbeitslager in Botn und Teilnehmer an einer NATO-Konferenz im Oslo des Jahres 1949
- Gunvor Strand - Geliebte von Walter Kiefer, Mutter von Henriette Lerke
- Mirko Novakovitsch - Serbe, ehemaliger Medizinstudent und Zwangsarbeiter im SS Arbeitslager in Botn 1942
- Franko Novakovitsch - Mordopfer, Verwandter Mirkos
- Dragan Subesic - Bruder von Jasmina Sunesic, stammt aus Foča in Bosnien-Herzegowina
- Jasmina Subesic - Schwester von Dragan, Vergewaltigungsopfer im Bosnienkrieg

## Kritiken
Gelobt wurde der Roman vor allem wegen des gut recherchierten historischen Hintergrundes, hinter dem allerdings die eigentliche Handlung des Kriminalromans und die psychologische Zeichnung seiner Protagonisten zurücktritt. Immerhin wurde der norwegische Autor für sein Buch Nordfronten: Hitlers skjebneområde (deutsch: Die Nordfront: Hitlers Schicksalsregion) für den renommierten Brage - Preis für das beste Sachbuch nominiert und hat bis 2012 mehrere Bücher zu historischen Themen aus Norwegen veröffentlicht. Insbesondere das komplexe Handlungsgefüge des Romans, dessen unterschiedliche Zeit- und Erzählebenen erschweren die Lesbarkeit des Kriminalromans. Die of völlig konträren Einschätzungen über die Qualität des Romans finden sich auf den unterschiedenen deutschsprachigen Rezensionsplattformen wie Lovelybooks, Vorablesen (2) oder Was liest du?
In einem Interview hat der vor allem wegen seiner historischen Fachbücher bekannte Autor Asbjørn Jaklin darauf hingewiesen, dass es vor allem der Wunsch seines Literaturagenten Hans Petter Bakketeig gewesen sei, seine historisches Wissen auch für den Kriminal nutzbar zu machen. Mittlerweile habe er sich schon in das Genre des Kriminalromans eingearbeitet. Jaklin meint außerdem, dass es sein geheimer Plan sei, die von ihm vorgelegten Kriminalromane mit möglichst vielen historischen Zusammenhängen anzureichern, sodass der Leser möglichst viel über die Geschichte lernt, ohne sich ihrer ständig bewusst zu werden.

## Bibliographie
- Asbjørn Jaklin: Svart Frost. Vigmostad og Bjørke, Oslo 2012, ISBN 978-82-419-0740-1, S. 347.
- Asbjørn Jaklin: Tödlicher Frost. Kriminalroman. Aus dem Norwegischen von Ulrich Sonnenberg. Suhrkamp Verlag, Berlin 2014, ISBN 978-3-518-46481-6, S. 337.
- Die norwegische und deutsche Fassung des Kriminalromans sind auch als E-Book auf den verschiedenen Audioplattformen erhältlich.[7][8]